# Mecaphesa importuna
Mecaphesa importuna là một loài nhện trong họ Thomisidae.
Loài này thuộc chi Mecaphesa. Mecaphesa importuna được Eugen von Keyserling miêu tả năm 1881.